# Alessandra Keller
Alessandra Keller (27 januari 1996) is een Zwitsers mountainbiker en veldrijdster.
Bij de beloften/U23 werd zij in 2018 in Lenzerheide wereldkampioen.
In 2019 brak ze beide handen, nadat ze in botsing kwam met Jolanda Neff bij de Swiss Bike Cup in Solothurn.
Later dat jaar nam Keller deel aan de Europese kampioenschappen mountainbike, waar ze de zesde plek behaalde.

## Palmares

### Mountainbike
2018
 CX Beloften (O23)
2022
 WK CX short track Elite

### Veldrijden

#### Resultatentabel elite
| Seizoen   |    | WK | EK | ZK |    | Klassementen | Klassementen | Klassementen | Klassementen | Klassementen |       | UCI- ranking |  | Podia | Podia | Podia | Aantal crossen |
| Seizoen   | WB | WK | EK | ZK | SP | Trofee       | TOI          | Swiss        | Goud         | Zilver       | Brons | UCI- ranking |  |       |       |       | Aantal crossen |
| --------- | -- | -- | -- | -- | -- | ------------ | ------------ | ------------ | ------------ | ------------ | ----- | ------------ |  | ----- | ----- | ----- | -------------- |
| 2023-2024 |    | –  | –  | ↑  |    | –            | –            | –            | –            | –            |       | –            |  | 1     | –     | -     | 1              |
| Totaal    |    | –  | –  | 1  |    | –            | –            | –            | –            | –            |       | –            |  | 1     | –     | -     | 1              |

#### Podiumplaatsen elite
| Legenda                       |
| ----------------------------- |
| Wereldkampioenschappen        |
| Continentale kampioenschappen |
| Nationale kampioenschappen    |
| Wereldbeker                   |
| Superprestige                 |
| Trofee                        |
| Overige veldritten            |

| Nr.           | Seizoen       | Datum           | Veldrit                                   | Cat.          | Wedstrijdserie                    |               |
| Overwinningen | Overwinningen | Overwinningen   | Overwinningen                             | Overwinningen | Overwinningen                     | Overwinningen |
| ------------- | ------------- | --------------- | ----------------------------------------- | ------------- | --------------------------------- | ------------- |
| 1.            | 2023-2024     | 14 januari 2024 | Zwitsers kampioenschap veldrijden, Meilen | CN            | Zwitsers kampioenschap veldrijden | [ 7 ]         |
| 2e plaatsen   |               |                 |                                           |               |                                   |               |
| 3e plaatsen   |               |                 |                                           |               |                                   |               |

### Wegwielrennen

#### Overwinningen
2024
Proloog Trofeo Ponente in Rosa
2025
Ronde van Bern